# Yari (berg)
Yari (japanska: 槍ヶ岳?, Yari-ga-take) är ett 3 180 meter högt berg i den japanska alperna på ön Honshu i Japan. Bergstoppen ligger på gränsen mellan Nagano prefektur och Gifu prefektur.
Namnet på berget kommer från toppens likhet med ett yarispjut.
1828 blev buddhistprästen Banryu (1786–1840) den första människan att nå toppen.